# Veronika Hrysjko
Veronika Ihorivna Hrysjko (ukrainska: Вероніка Ігорівна Гришко), född 31 augusti 2000, är en ukrainsk konstsimmare.

## Karriär
I augusti 2018 var Hrysjko en del av Ukrainas lag som tog guld i kombination samt silver i både det fria och tekniska programmet. I juli 2019 vid VM i Gwangju var hon en del av det ukrainska laget som tog guld i highlight och brons i fri kombination. I maj 2021 vid EM i Budapest var Hrysjko en del av Ukrainas lag som tog guld i både kombination och highlight.
I juni 2022 vid VM i Budapest var Hrysjko en del av Ukrainas lag som tog guld i fri kombination och highlight samt silver i det fria programmet. I augusti 2022 vid EM i Rom var hon en del av det ukrainska laget som tog guld i det fria programmet, det tekniska programmet, fri kombination samt i highlight.
I juni 2023 vid europeiska spelen i Kraków-Małopolska var Hrysjko en del av Ukrainas lag som tog silver i det akrobatiska lagprogrammet. Följande månad vid VM i Fukuoka var hon en del av Ukrainas lag som tog brons i det fria lagprogrammet.
I februari 2024 vid VM i Doha var Hrysjko en del av Ukrainas lag som tog silver i det akrobatiska lagprogrammet.